# Estelada

Estelada blava («estrellada azul»), bandera independentista catalana original y clásica

Estelada vermella («estrellada roja»), otra bandera del independentismo catalán, con connotaciones más izquierdistas

La estelada (en español, «estrellada») es una bandera no oficial utilizada por ciudadanos de ideología independentista de Cataluña o por movimientos pancatalanistas de la Comunidad Valenciana y Baleares.
Su creador fue Vicenç Albert Ballester, quien se inspiró en las banderas de Cuba y Puerto Rico para su creación.

## Historia

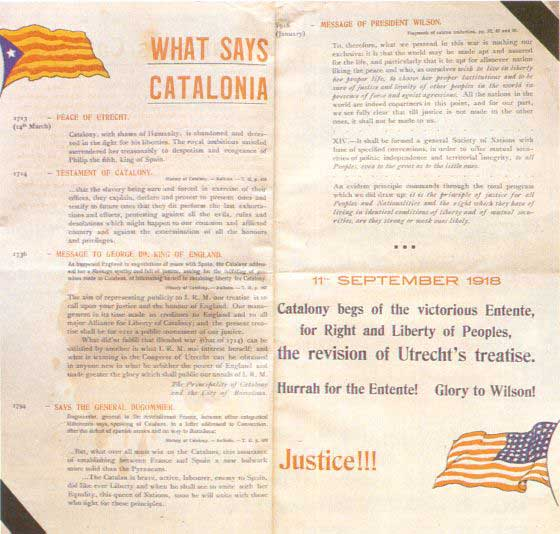
Documento más antiguo en que aparece la estelada. Se trata de un documento en inglés titulado What says Catalonia con fecha del 11 de septiembre de 1918 en el que el Comité Pro Cataluña, fundado dos meses antes, pide a «la victoriosa Entente, por el Derecho y la Libertad de los Pueblos, la revisión del Tratado de Utrecht. ¡Viva la Entente! ¡Gloria a Wilson! ¡¡¡Justicia!!!».

Su origen data de inicios del siglo XX y nació de la fusión de las cuatro barras tradicionales en la bandera catalana con el triángulo estrellado inspirado en las banderas de Cuba y Puerto Rico, tras una estancia en Cuba de Vicenç Albert Ballester, de la que admiró su lucha por la independencia de España. De hecho Ballester fue activista del partido Unión Catalanista y de otros movimientos e iniciativas de carácter independentista catalán y en su revista La Tralla, por ejemplo, fundada en 1903, Vicenç Albert Ballester solía firmar VICIME (en catalán Visca la Independència de Catalunya i mori Espanya y en español Viva la Independencia de Cataluña y muera España).
Se discute en qué año exacto creó Ballester la estelada —por ejemplo, Enric Ucelay-Da Cal afirma que fue en 1917, mientras que John H. Elliot dice que fue en 1915—, pero lo cierto es que el primer testimonio gráfico de la bandera data del 11 de septiembre, el día de Cataluña, de 1918. Aparece en un documento de propaganda del Comité Pro Cataluña escrito en inglés con el título What says Catalonia ('Qué dice Cataluña') que iba dirigido a los países aliados vencedores de la Primera Guerra Mundial para que se ocuparan del «pleito catalán» —curiosamente en la versión catalana del documento la estelada era sustituida por la señera—.La siguiente prueba gráfica de la estelada fue una fotografía aparecida en noviembre en el periódico L'Intransigent, del que Ballester era colaborador, en la que aparecen varios jóvenes portándola en Montserrat junto con la bandera de los Estados Unidos. Al año siguiente se editaron unos sellos con la estelada de fondo y en los que aparecía la frase: Societat de les Nacions-1919. Catalunya lliure. (Sociedad de las Naciones-1919. Cataluña libre) 
Sin embargo, existen algunos precedentes de la estelada. El más antiguo es un sello elaborado en 1904 por la Unió Catalanista, de la que formaba parte Ballester, en el que aparecen algunos de los elementos de la estelada como el triángulo azul y la estrella blanca.
Por su parte Carles Llorens y Joan B. Culla afirman, aunque no dan la fecha exacta, que la primera estelada ondeó en el Centre Català de Santiago de Cuba que fue el primer grupo independentista organizado nacido a principios del siglo XX poco después de que la isla se emancipara de España, cuya lucha por la independencia había despertado grandes simpatías y apoyos entre los emigrantes catalanes en la isla. Sin embargo, según Enric Ucelay-Da Cal, la bandera diseñada por la comunidad catalana de Santiago de Cuba consistió en un rombo azul con una estrella blanca en su interior que iría en el centro de la senyera catalana.
Por otro lado en 2008 se celebró el centenario de la estelada pero los propios organizadores del acto conmemorativo reconocieron que carecían de pruebas de que la estelada hubiera sido diseñada por Ballester en 1908.
La estelada fue adoptada en 1919 como bandera por la independentista Federació Democràtica Nacionalista y por su sucesor Estat Català con Francesc Macià al frente.
En 1928 la estelada fue declarada bandera oficial de la «República Catalana Independiente» en la «Constitución Provisional de la República Catalana» que se escribió y firmó en la capital de Cuba entre el 15 de agosto y el 2 de octubre de aquel año durante la celebración de la Asamblea Constituyente del Separatismo Catalán presidida por Francesc Macià. En el artículo 1 se decía: «La bandera oficial de la República Catalana es la histórica de las cuatro barras rojas sobre fondo amarillo; con la adición, en la parte superior, de un triángulo azul con una estrella blanca de cinco puntas en el centro».

Durante la Segunda República Española la estelada la adoptaron las juventudes de Esquerra Republicana de Cataluya y los partidos Estat Català y Nosaltres Sols!, encabezado por Daniel Cardona. Los integrantes de esta última formación se defendían de las críticas de otros grupos nacionalistas catalanes por no utilizar la señera diciendo: «la estrella es para nosotros la distinción que existe entre los catalanes que se inclinan y traicionan y los catalanes que siguen el camino único, rebelde y recto para la libertad de la patria». Durante la proclamación del Estado Catalán de 1934 se izó la estelada en algunos ayuntamientos, y esa fue la intención de Josep Dencàs, de hacerlo en la Consejería de Gobernación, pero el presidente Lluís Companys se lo prohibió.

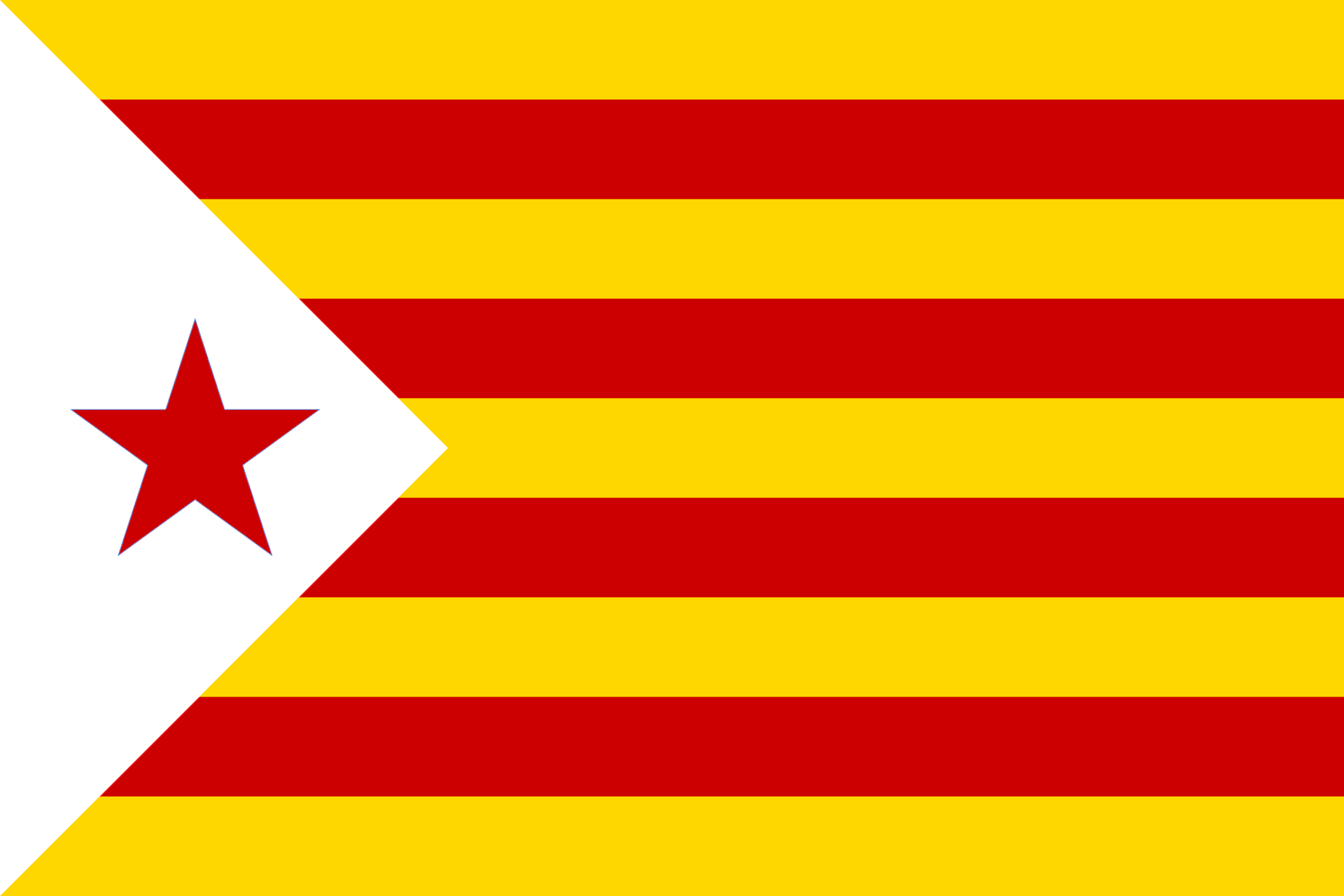
La primitiva estelada del PSAN, precursora de la estelada vermella

Durante la guerra civil española la estelada fue la enseña de la columna Macià-Companys del Ejército Popular, siendo prohibida durante la Dictadura franquista. Algunos grupos independentistas como el Front Nacional de Catalunya la siguieron utilizando en el exilio junto con la señera y a finales de la década de 1960 el PSAN la adoptó como su bandera pero cambiando su diseño. La estrella blanca fue sustituida por una estrella roja y se cambió el azul del triángulo por el blanco para que se viera mejor. De esta manera se quería mostrar el compromiso tanto nacional como social del PSAN. Años más tarde el PSAN, para distinguirse de los grupos que se habían escindido del partido, cambió el triángulo blanco por uno amarillo siguiendo el modelo que había adoptado en Perpiñán en 1972 la Esquerra Catalana dels Treballadors, ya que en Francia el blanco se asociaba con la monarquía borbónica. Así nació la estelada vermella (la estelada roja) que fue adoptada a partir de entonces por toda la izquierda independentista radical, incluida la organización terrorista Terra Lliure.
En el siglo XXI fue cuando se popularizó la estelada al mismo tiempo que crecía el independentismo en Cataluña, predominando la estelada azul frente a la estelada vermella. En 2008 apareció la estelada verde para reivindicar el ecologismo en el seno del movimiento independentista. Seis años después la Fundació Reeixida creó una estelada negra en conmemoración del tercer centenario de la «derrota de 1714».

## Tipos
Hay muchas clases de esteladas catalanas, entre ellas destacan:

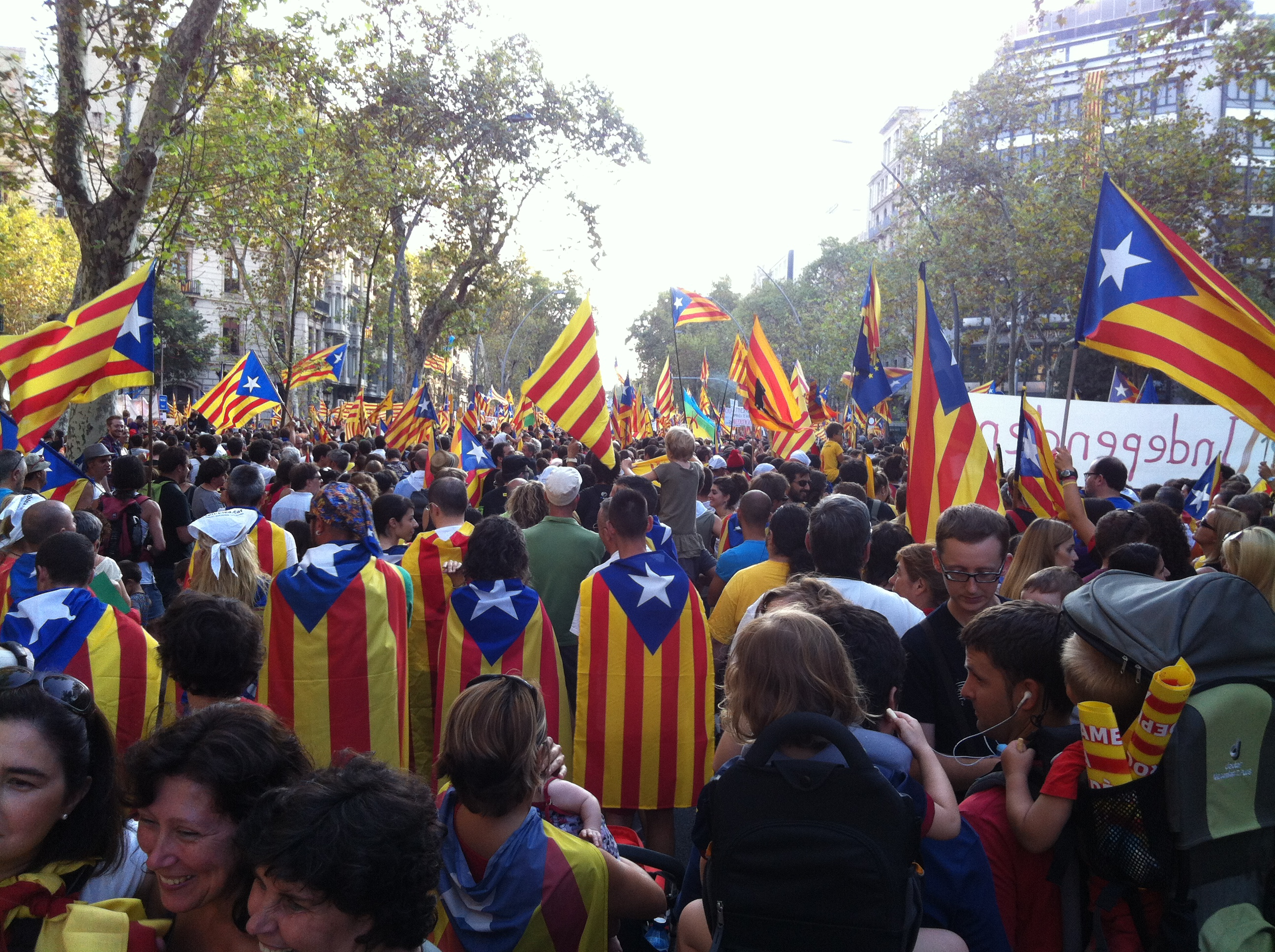
Esteladas en una manifestación

- La denominada estelada blava («estrellada azul»), que es la original y que ya se encuentra en publicaciones de 1918. Es utilizada por sectores del independentismo catalán e independentistas de ideología no marxista.

- La denominada estelada vermella («estrellada roja»). El color de la estrella es el rojo y suele relacionarse con la defensa de un Estado independiente de carácter socialista. Fue promovida originalmente por el Partit Socialista d'Alliberament Nacional (PSAN) en los años 1970.
- La denominada estelada verda («estrellada verde»). Es una bandera independentista de lucha pacífica, surgida en 2008 para reivindicar también la libertad para la Tierra y la naturaleza, por un país ecologista, animalista y humanista. Fue creada en el año 2008, justamente en el aniversario centenario de la primera aparición de la bandera estrellada, 1908. El triángulo verde representa la tierra llena de bosques, colinas verdes, animales donde el corazón luce la estrella blanca de la libertad y la paz. Es antimilitar y reivindica el derecho a una vivienda digna, un país sin tanques y bombas. La estrella blanca de la estelada verde no solo representa la libertad, sino también la paz.
- La denominada estelada anarquista («estrellada anarquista») fue usada entre 1970 y 1990 por sectores anarquistas. El rojo de la estrella y el negro del triángulo simbolizan el anarquismo y las ocho puntas de la estrella representa cada uno de los territorios denominados de los Países Catalanes.

No ha quedado fijada la orientación de la estrella y a veces tiene un lado paralelo con el borde corto de la bandera y a veces lo tiene con el borde largo. Sus dimensiones tampoco han quedado fijadas, pero suelen hacerse dos de ancho por tres de largo.

### Diseños más frecuentes

Estelada blava (azul)
Estelada vermella («roja») o también groga («amarilla»)
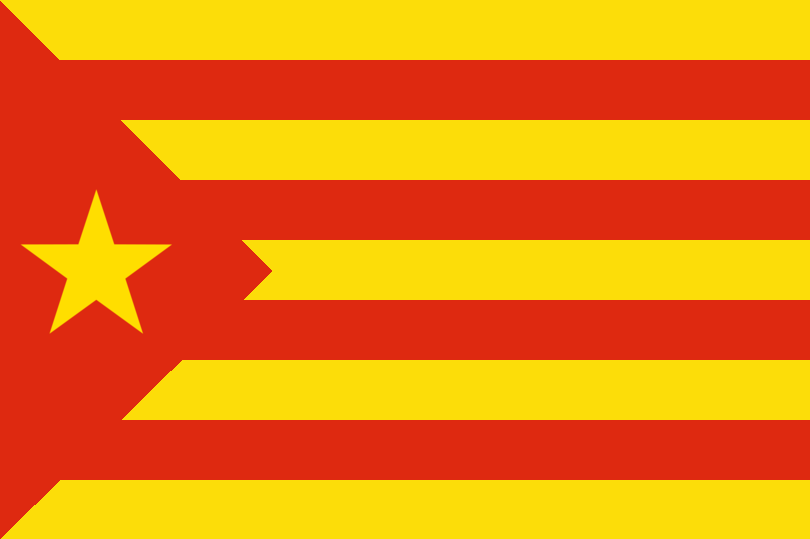
Estelada usada por el extinto PCE(i) en Cataluña
Estelada verda (verde) usada por sectores ecologistas
Estelada anarquista, con una estrella de ocho puntas

### Otros diseños históricos o propuestos

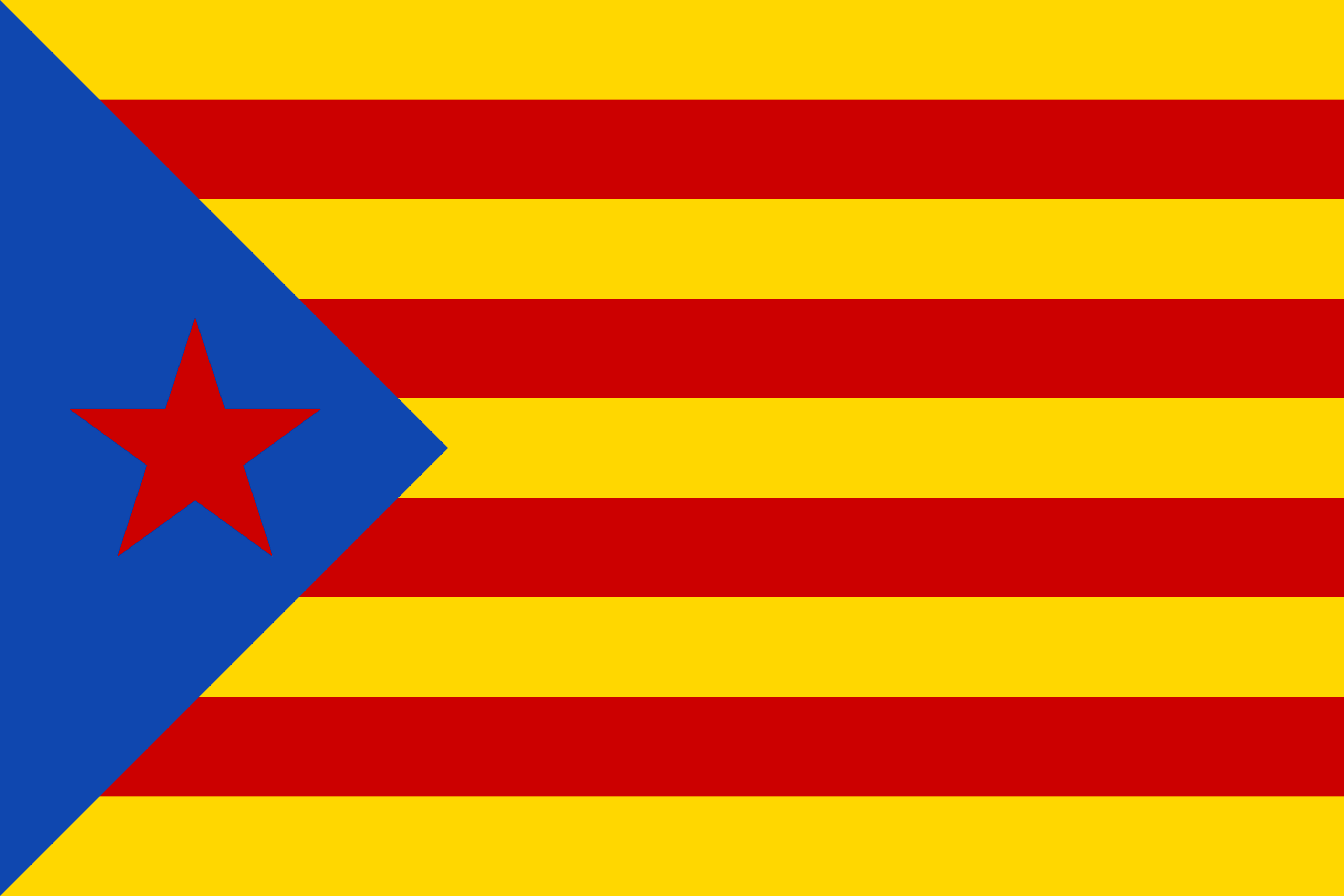
Estelada de Socorro Catalán
Estelada romboidal (versión primitiva de la estelada azul)
Propuesta de estelada para los Países Catalanes
Estelada yanqui (creada en los años 1960, hoy en día en desuso)
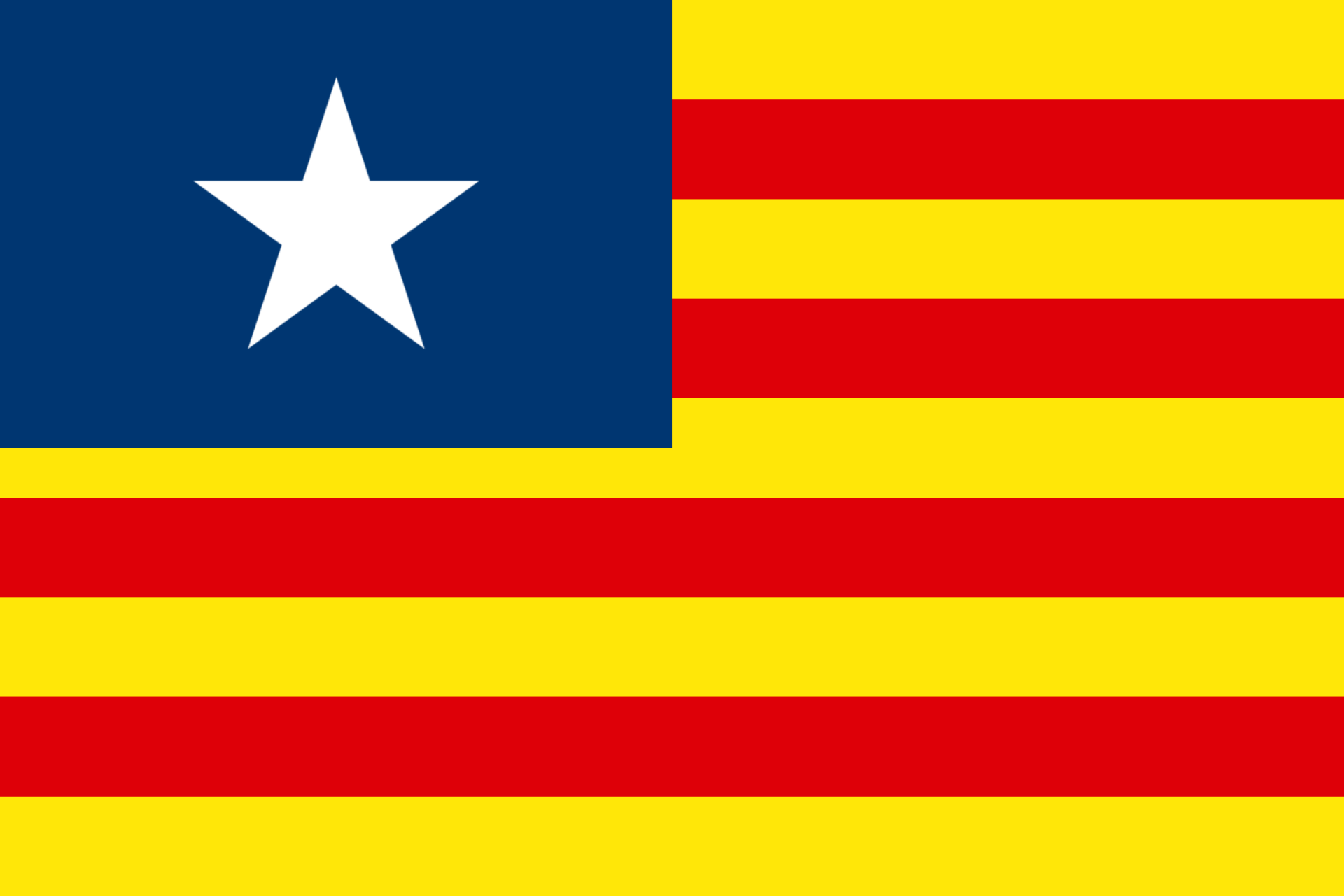
Otra versión de la estelada yanqui, también en desuso.
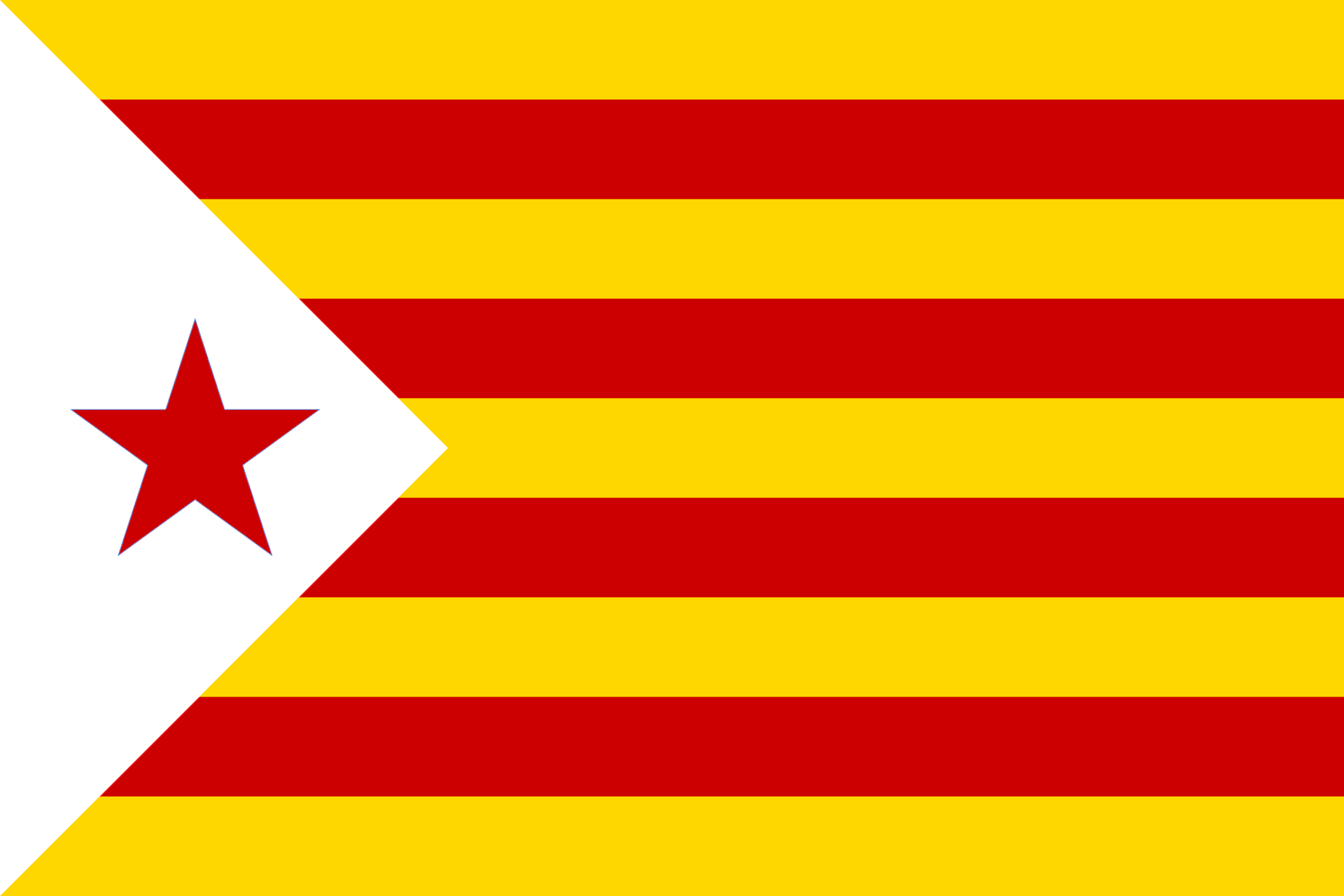
Antigua estelada del PSAN
Estelada usada por el extinto MPC
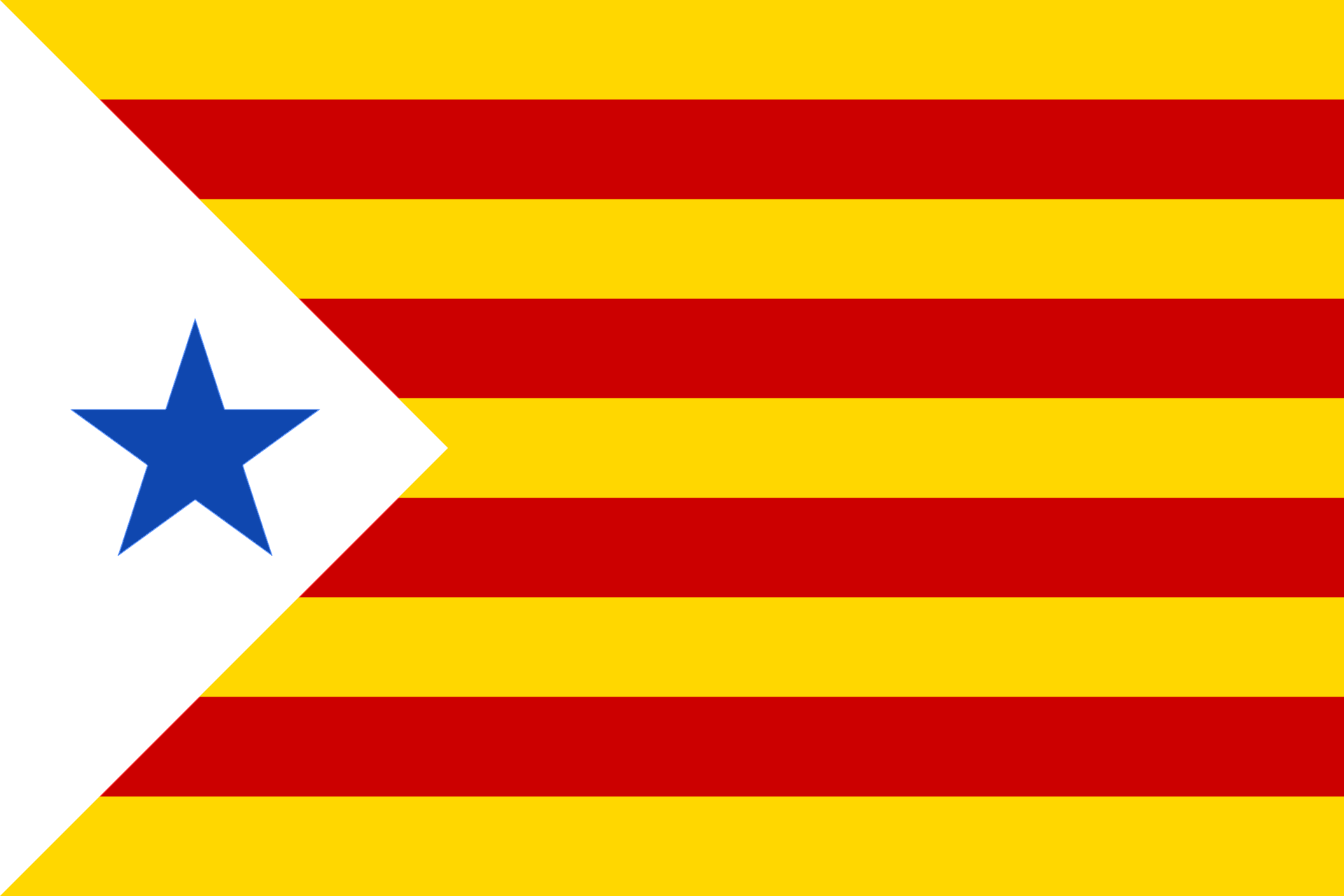
Estelada con estrella azul (usada en algunas manifestaciones estudiantiles de los años 1960)
Estelada rey. Propuesta por Pep Rovira para los Países Catalanes
Estelada negra, propuesta en 2014 por Jordi Avià y Joan Marc Passada en homenaje a la Campaña de Cataluña como símbolo de la no rendición.
Dels tres estels, Estelada propuesta para representar al PSAN, pero que nunca se utilizó.

### Esteladasbasadas en los colores de clubes deportivos

Estelada con los colores del F.C. Barcelona
Estelada con los colores del R.C D. Espanyol[13]
Estelada con los colores del Club Joventut de Badalona[14]
Estelada con los colores del Palamós C. F.[15]